# BTR-40
BTR-40 (БТР, viết tắt của từ tiếng Nga: Бронетранспортер, hay Bronetransporter, có nghĩa là "xe bọc thép chở quân".) là một loại xe bọc thép trinh sát và chở quân bánh lốp của Liên Xô. Trong biên chế của Liên Xô loại xe này còn có tên gọi khác là Sorokovka. Đây là loại xe bọc thép chở quân đầu tiên của Liên Xô được sản xuất hàng loạt. Sau này BTR-152 thay thế vai trò của nó trong việc chở quân và BRDM-1 thay thế vai trò xe trinh sát của nó.